# 白井雅士
白井 雅士（しらい まさし、1975年10月21日  - ）は、日本のスタントマン、俳優である。東京都出身。ジャパンアクションエンタープライズを経て、アーバンアクターズ所属（業務提携）。身長171cm。趣味はバンド（ドラム・ボーカル）、特技は野球・スノーボード・柔道・ダンス。

## 出演

### テレビドラマ
- 傷だらけの女（1999年、関西テレビ）
- はみだし刑事情熱系（1999年 - 2000年、テレビ朝日）
- 貯まる女（2000年、テレビ東京）
- ショカツ（2000年、関西テレビ）
- 花村大介（2000年、関西テレビ）
- 世にも奇妙な物語 春の特別編（2002年、フジテレビ） - スタント
- 武蔵 MUSASHI（2003年、NHK） - 牢人 / 雑兵 / 豊臣方雑兵 役

### 特撮テレビドラマ
- 重甲ビーファイター（1995年 - 1996年）
- ビーロボカブタック（1997年 - 1998年） - スターマインドS[3] 役
- 仮面ライダーシリーズ（テレビ朝日）
  - 仮面ライダークウガ（2000年 - 2001年） - メ・ギイガ・ギ 役
  - 仮面ライダーアギト（2001年 - 2002年） - アナザーアギト[4] 役ほか
  - 仮面ライダー龍騎（2002年 - 2003年） - 仮面ライダーインペラー[5] 役
  - 仮面ライダー555（2003年 - 2004年） - 眼鏡の男 役
  - 仮面ライダー鎧武（2013年 - 2014年）
  - 仮面ライダードライブ（2014年 - 2015年） - ネオシェード構成員、爆発物処理班隊長 役
  - 仮面ライダーエグゼイド（2016年 - 2017年）
  - 仮面ライダービルド（2017年 - 2018年）
  - 仮面ライダージオウ（2018年 - 2019年）
  - 仮面ライダーゼロワン（2019年 - 2020年） - 清掃員ヒューマギア 役[6]
  - 仮面ライダーリバイス（2021年 - 2022年） - 警官 役
  - 仮面ライダーガヴ（2024年 - ）
- スーパー戦隊シリーズ（テレビ朝日）
  - 海賊戦隊ゴーカイジャー（2011年 - 2012年）
  - 特命戦隊ゴーバスターズ（2012年 - 2013年）
  - 獣電戦隊キョウリュウジャー（2013年 - 2014年）
  - 手裏剣戦隊ニンニンジャー（2015年 - 2016年）
  - 動物戦隊ジュウオウジャー（2016年 - 2017年）
  - 宇宙戦隊キュウレンジャー（2017年 - 2018年）
  - 機界戦隊ゼンカイジャー（2021年 - 2022年）
  - 暴太郎戦隊ドンブラザーズ（2022年 - 2023年）
  - 王様戦隊キングオージャー（2023年 - 2024年）
  - 爆上戦隊ブンブンジャー（2024年 - 2025年）
  - ナンバーワン戦隊ゴジュウジャー（2025年 - ）

### ウェブドラマ
- 仮面戦隊ゴライダー（2017年） - アナザーアギト[7] 役
- 仮面ライダージオウ スピンオフ RIDER TIME（2019年）
  - 仮面ライダージオウ スピンオフ PART1『RIDER TIME 仮面ライダーシノビ』
  - 仮面ライダージオウ スピンオフ PART2『RIDER TIME 仮面ライダー龍騎』
- TTFCプレゼンツ スーパー戦闘純烈ジャースピンオフドラマ 純烈のラブ湯〜全国名湯巡り（2021年） - ギャラス 役
- 仮面ライダーリバイス The Mystery（2022年）
- ギーツエクストラ 仮面ライダーパンクジャック（2023年）
- 仮面ライダーマジェード withガールズリミックス（2025年）

### 映画
- 真夜中まで（2001年、東北新社） - 板前 役
- 3on3（2002年、ケイエスエス）
- ラスト サムライ（2003年、ワーナー・ブラザース）
- 仮面ライダーシリーズ（東映）
  - 劇場版 仮面ライダー555 パラダイス・ロスト（2003年）
  - 劇場版 仮面ライダーディケイド オールライダー対大ショッカー（2009年）
  - 仮面ライダー×仮面ライダー×仮面ライダー THE MOVIE 超・電王トリロジー EPISODE YELLOW お宝DEエンド・パイレーツ（2010年）
  - オーズ・電王・オールライダー レッツゴー仮面ライダー（2011年）
  - 仮面ライダー×仮面ライダー 鎧武&ウィザード 天下分け目の戦国MOVIE大合戦（2013年）
  - 劇場版 仮面ライダー鎧武 サッカー大決戦!黄金の果実争奪杯!（2014年）
  - 仮面ライダー1号（2016年）
  - 劇場版 仮面ライダーゴースト 100の眼魂とゴースト運命の瞬間（2016年）
  - 仮面ライダー平成ジェネレーションズ Dr.パックマン対エグゼイド&ゴーストwithレジェンドライダー（2016年）
  - 劇場版 仮面ライダーエグゼイド トゥルー・エンディング（2017年）
  - 仮面ライダー平成ジェネレーションズ FINAL ビルド&エグゼイドwithレジェンドライダー（2017）
  - 劇場版 仮面ライダービルド Be The One（2018年）
  - 平成仮面ライダー20作記念 仮面ライダー平成ジェネレーションズ FOREVER（2018年）
  - 劇場版 仮面ライダーゼロワン REAL×TIME（2020年）
  - 仮面ライダー ビヨンド・ジェネレーションズ（2021年）
  - 仮面ライダーギーツ×リバイス MOVIEバトルロワイヤル（2022年）
  - 映画 仮面ライダーギーツ 4人のエースと黒狐（2023年）
  - 仮面ライダー THE WINTER MOVIE ガッチャード&ギーツ 最強ケミー★ガッチャ大作戦（2023年）
  - 仮面ライダーガッチャード ザ・フューチャー・デイブレイク（2024年）
- SHINOBI-HEART UNDER BLADE-（2005年）
- スーパー戦隊シリーズ（東映）
  - ゴーカイジャー ゴセイジャー スーパー戦隊199ヒーロー大決戦（2011年）
  - 烈車戦隊トッキュウジャー THE MOVIE ギャラクシーラインSOS（2014年）
  - 烈車戦隊トッキュウジャーVSキョウリュウジャー THE MOVIE（2015年）
  - 手裏剣戦隊ニンニンジャー THE MOVIE 恐竜殿さまアッパレ忍法帖!（2015年）
  - 劇場版 動物戦隊ジュウオウジャー ドキドキサーカスパニック!（2016年）
  - 劇場版 動物戦隊ジュウオウジャーVSニンニンジャー 未来からのメッセージ from スーパー戦隊（2017年）
  - 宇宙戦隊キュウレンジャー THE MOVIE ゲース・インダベーの逆襲（2017年）
  - 機界戦隊ゼンカイジャー THE MOVIE 赤い戦い! オール戦隊大集会!!（2021年）
  - 映画 王様戦隊キングオージャー アドベンチャー・ヘブン （2023年）
  - 爆上戦隊ブンブンジャー 劇場BOON! プロミス・ザ・サーキット（2024年）
- スーパーヒーロー大戦シリーズ（東映）
  - 仮面ライダー×スーパー戦隊 スーパーヒーロー大戦（2012年）
  - 仮面ライダー×スーパー戦隊×宇宙刑事 スーパーヒーロー大戦Z（2013年）[注釈 1]
  - 平成ライダー対昭和ライダー 仮面ライダー大戦 feat.スーパー戦隊（2014年）
  - スーパーヒーロー大戦GP 仮面ライダー3号（2015年）
  - 仮面ライダー×スーパー戦隊 超スーパーヒーロー大戦（2017年）
- イン・ザ・ヒーロー（2014年、東映） - 忍者 役
- 龍三と七人の子分たち（2015年、ワーナー・ブラザース）
- セイバー+ゼンカイジャー スーパーヒーロー戦記（2021年、東映）

### オリジナルビデオ
- スーパー戦隊シリーズ
  - 帰ってきた特命戦隊ゴーバスターズVS動物戦隊ゴーバスターズ（2013年）
  - 忍風戦隊ハリケンジャー 10 YEARS AFTER（2013年） - ハリケンイエロー[8] 役
  - 特捜戦隊デカレンジャー 10 YEARS AFTER（2015年）
  - 帰ってきた動物戦隊ジュウオウジャー お命頂戴!地球王者決定戦（2017年）
  - 機界戦隊ゼンカイジャーVSキラメイジャーVSセンパイジャー（2022年）
- ゼロワン Others 仮面ライダー滅亡迅雷（2021年）

### ヒーローショー
- 暴太郎戦隊ドンブラザーズショーシリーズ第2弾鬼アツ！Gロッソで祭りだ祭りだ！ 新たなる戦士ドンドラゴクウ見参！！（2022年、シアターGロッソ） - 科学者・パソコン鬼の声 役